# Hadrianus (черепахи)
Hadrianus (лат.) — род примитивных вымерших сухопутных черепах. Их ископаемые остатки известны с эоцена по олигоцен (56,0—28,1 млн лет назад) и они считаются самой древней группой известных науке сухопутных черепах. Большая часть описанных видов найдена на территории Северной Америки (США и Мексика) и один на территории Евразии (Hadrianus vialovi в Казахстане). Как и современные сухопутные черепахи, это были наземные растительноядные животные. Считается, что этот род состоит в тесном родстве с современным родом Manouria. Род, возможно, развился в субтропиках Азии, а затем мигрировал в Северную Америку.

## Виды
На август 2023 года в род включают 4 вымерших вида:
- † Hadrianus corsoni Leidy 1871
- † Hadrianus majusculus Hay 1904
- † Hadrianus octonaria Cope 1871
- † Hadrianus vialovi Ckhikvadze 1984